# Sliema
Sliema (malt. Tas-Sliema) – jedna z 68 jednostek administracyjnych (samorządowych rad lokalnych) państwa-miasta Malta, zlokalizowana w Regionie Centralnym oraz Północnym Okręgu Portowym, a geograficznie – w północnej części wyspy Malta, na półwyspie Tigné Point otoczonym wodami Morza Śródziemnego i zatoki Marsamxett. Przynależy do zespołu miejskiego Valletty, granicząc z St. Julian’s i Gżirą.
Sliema zajmuje powierzchnię 1,30 km², a według danych na 31 grudnia 2018 zamieszkiwana była przez 22 591 osób, co czyniło ją trzecią pod względem liczby mieszkańców jednostką administracyjną kraju (po Saint Paul’s Bay oraz Birkirkarze).
Nazwa Tas-Sliema pochodzi od istniejącej do 1798 r. kaplicy Marii Dziewicy, znajdującej się w Ponta ta Tignè, która służyła jako punkt odniesienia dla okolicznych rybaków. Nazwę można też połączyć z pierwszymi słowami modlitwy „Zdrowaś Maryja”, która po maltańsku brzmi „Sliem Għalik Marij” – „Sliem” w języku maltańskim oznacza słowo „pokój”.
Niegdyś Sliema była spokojną miejscowością rybacką, dziś stanowi najpopularniejszy nadmorski kurort Malty i centrum towarzyskiego życia nocnego, gruntowanie przebudowany pod kątem rozwoju turystyki, z częściowo zachowaną starszą zabudową. Znajduje się tu największa galeria handlowa na Malcie (o nazwie The Point), a także liczne restauracje, bary, kluby nocne, hotele oraz luksusowe rezydencje. Wzdłuż wybrzeża wybudowano promenadę Sliema Front, niezwykle popularną wśród spacerowiczów i biegaczy, a także główne miejsce spotkań. Funkcjonują tu również skaliste plaże: Wygnańców (Exiles Beach), Fond Għadir (Fond Għadir Beach), Sliema (Sliema Beach) oraz Tigné (Tigné Beach). Niektóre nowo wybudowane budynki należą do najwyższych na Malcie.

## Zabytki i atrakcje turystyczne
- Kościół parafialny pw. Matki Bożej Gwiazdy Morza (rzymskokatolicki)
- Kościół Matki Bożej Łaskawej (rzymskokatolicki)
- Kościół Kościół Świętej Trójcy (anglikański)
- Kościół parafialny Sacro Cuor (Matki Bożej Najświętszego Serca, rzymskokatolicki)
- Kościół parafialny Gesu Nazzarenu (Jezusa z Nazaretu, rzymskokatolicki)
- Kościół parafialny San Girgor (św. Grzegorza, rzymskokatolicki)
- Fort Tigné
- Bateria Sliema Point (Il-Fortizza)
- Bateria Cambridge
- Bateria Garden
- Wieża św. Juliana
- Palazzo Capua
- The Green House
- Fatima House
- Villa Bonici
- zabudowa Tigné Point
- Ogrody Niepodległości (Ġnien l-Independenza)
- Plaża Wygnańców (Exiles Beach)

## Transport
- Port lotniczy Malta (zlokalizowany 10 km na południe od Sliemy)
- Autobusy na Malcie
- Transport na Malcie

## Zdjęcia

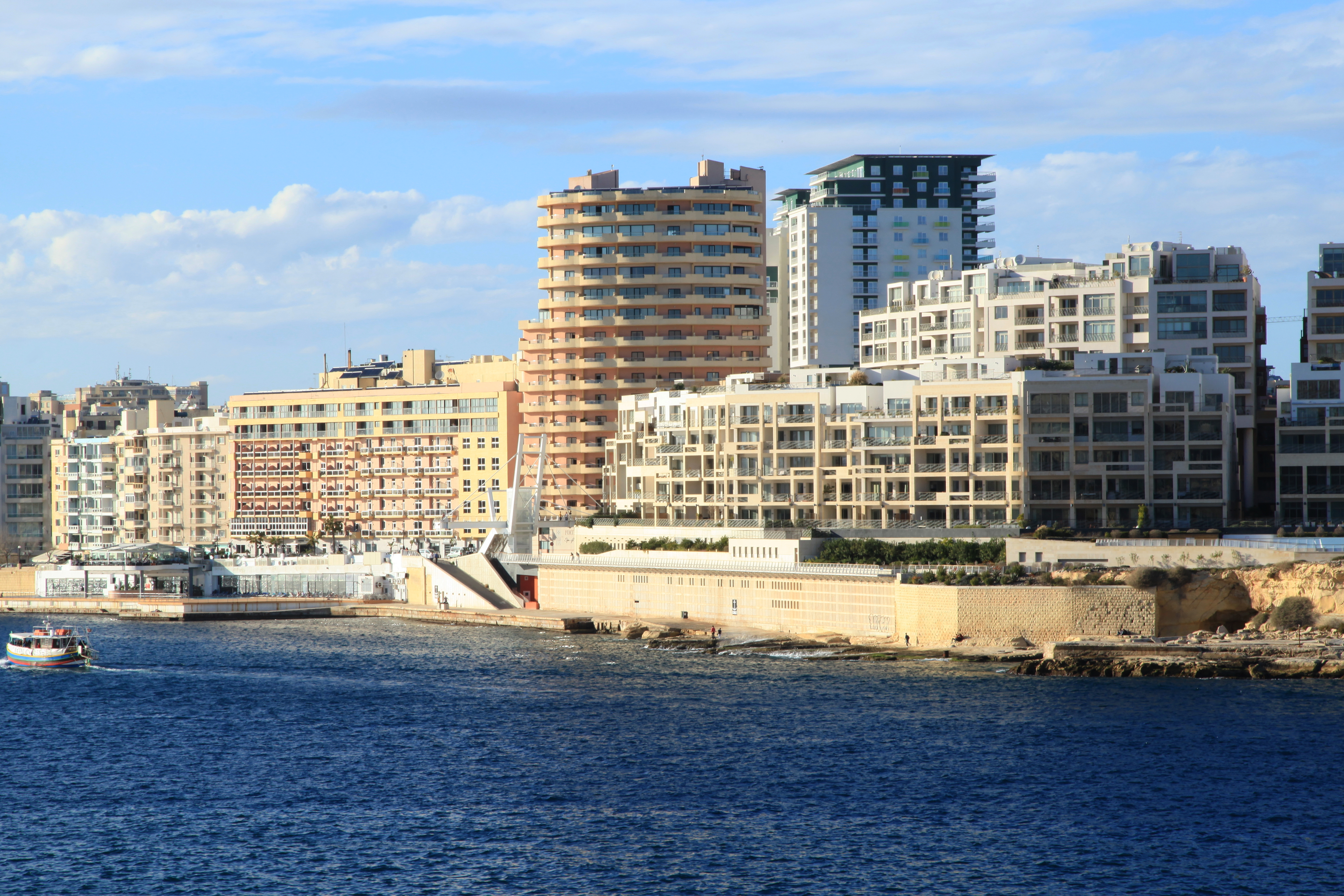
Panorama
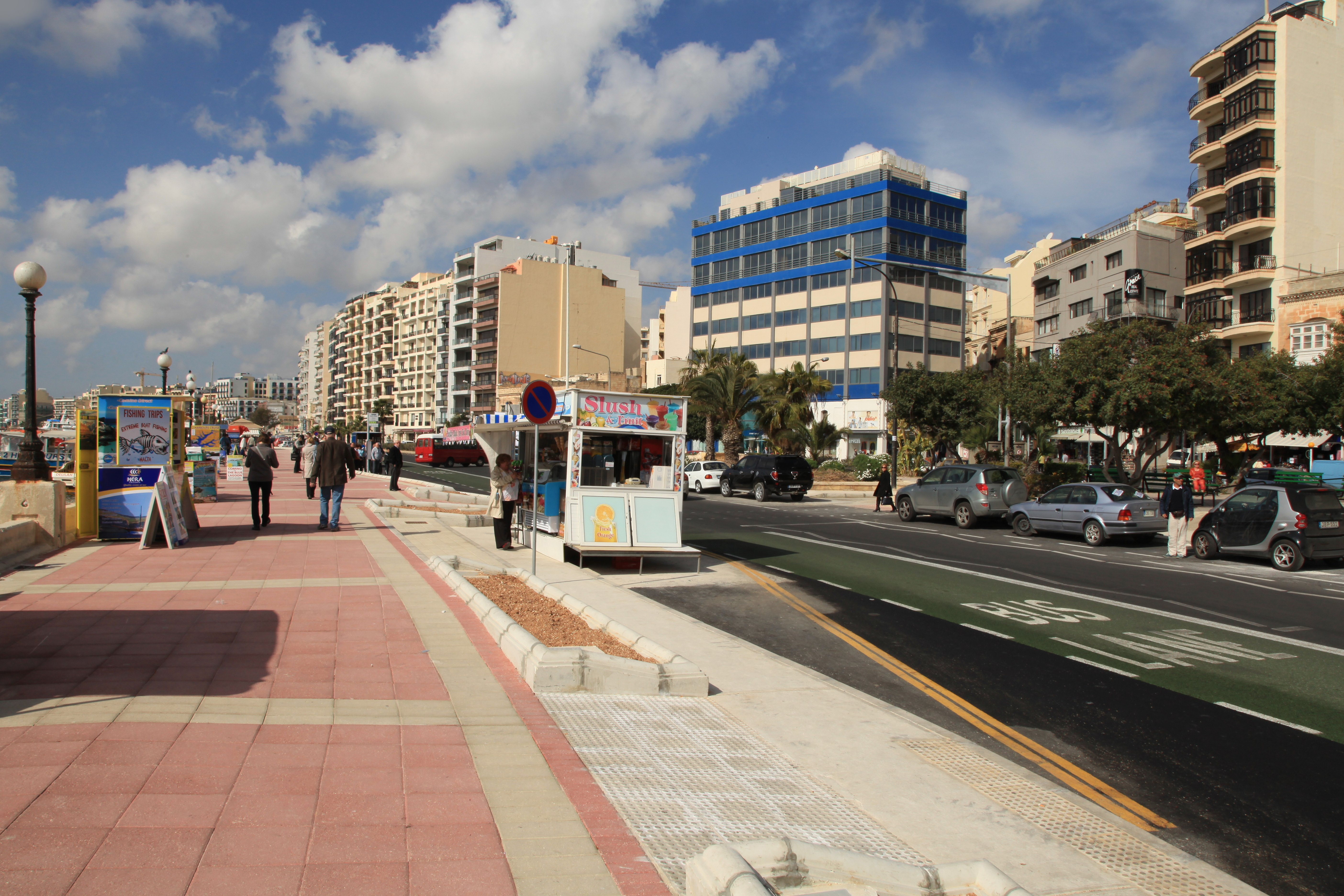
Triq Ix-Xatt
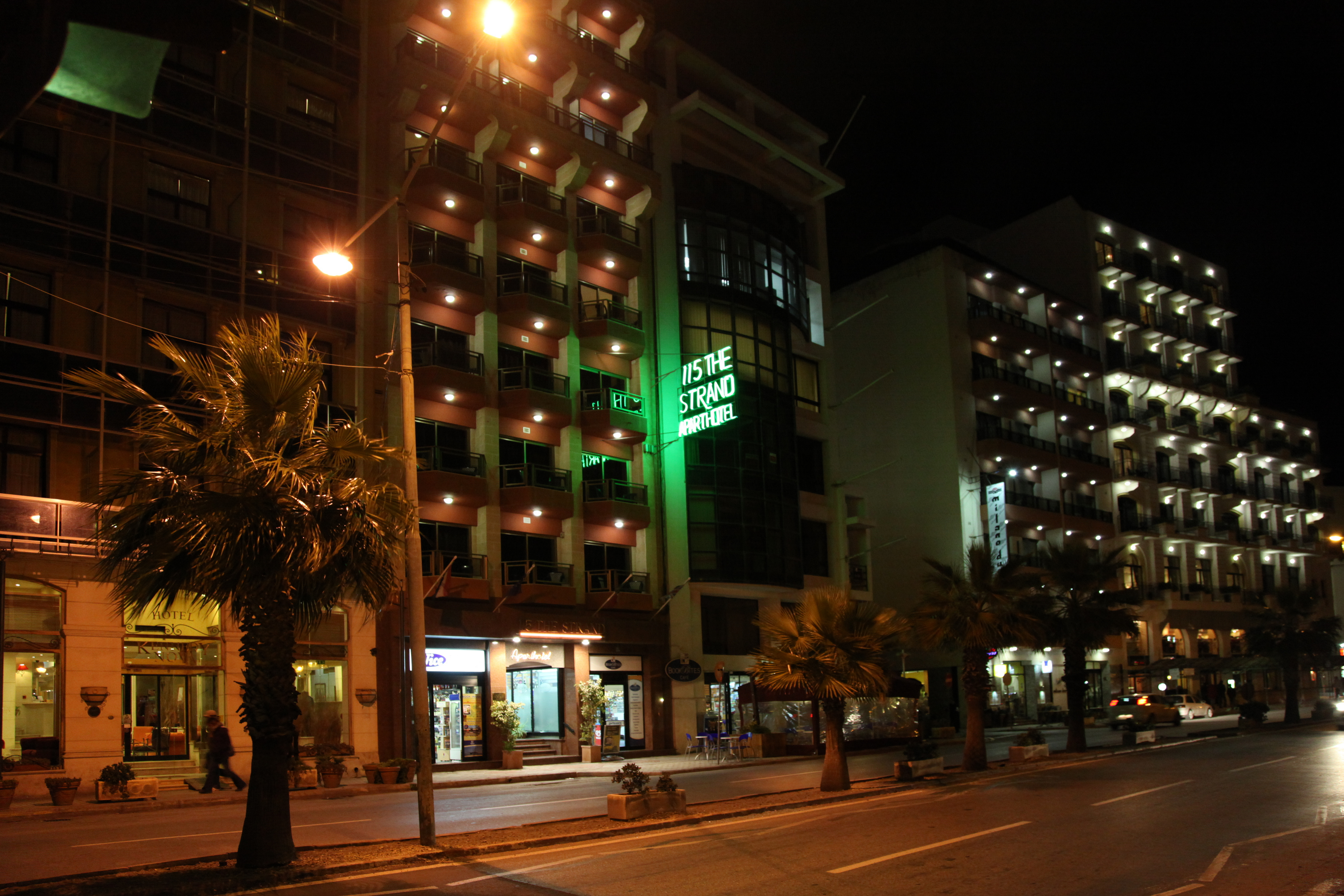
Sliema nocą
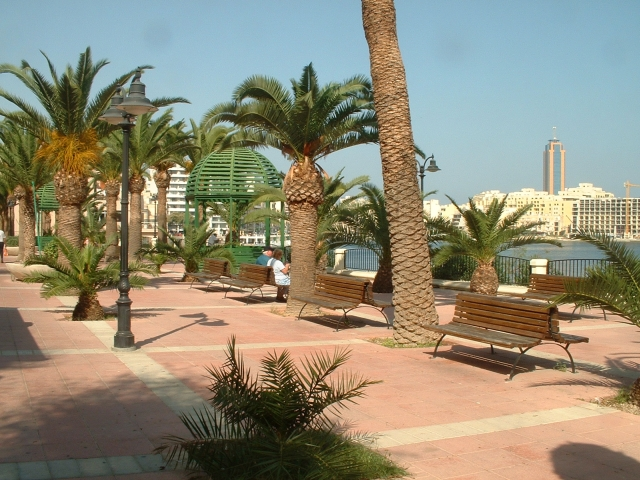
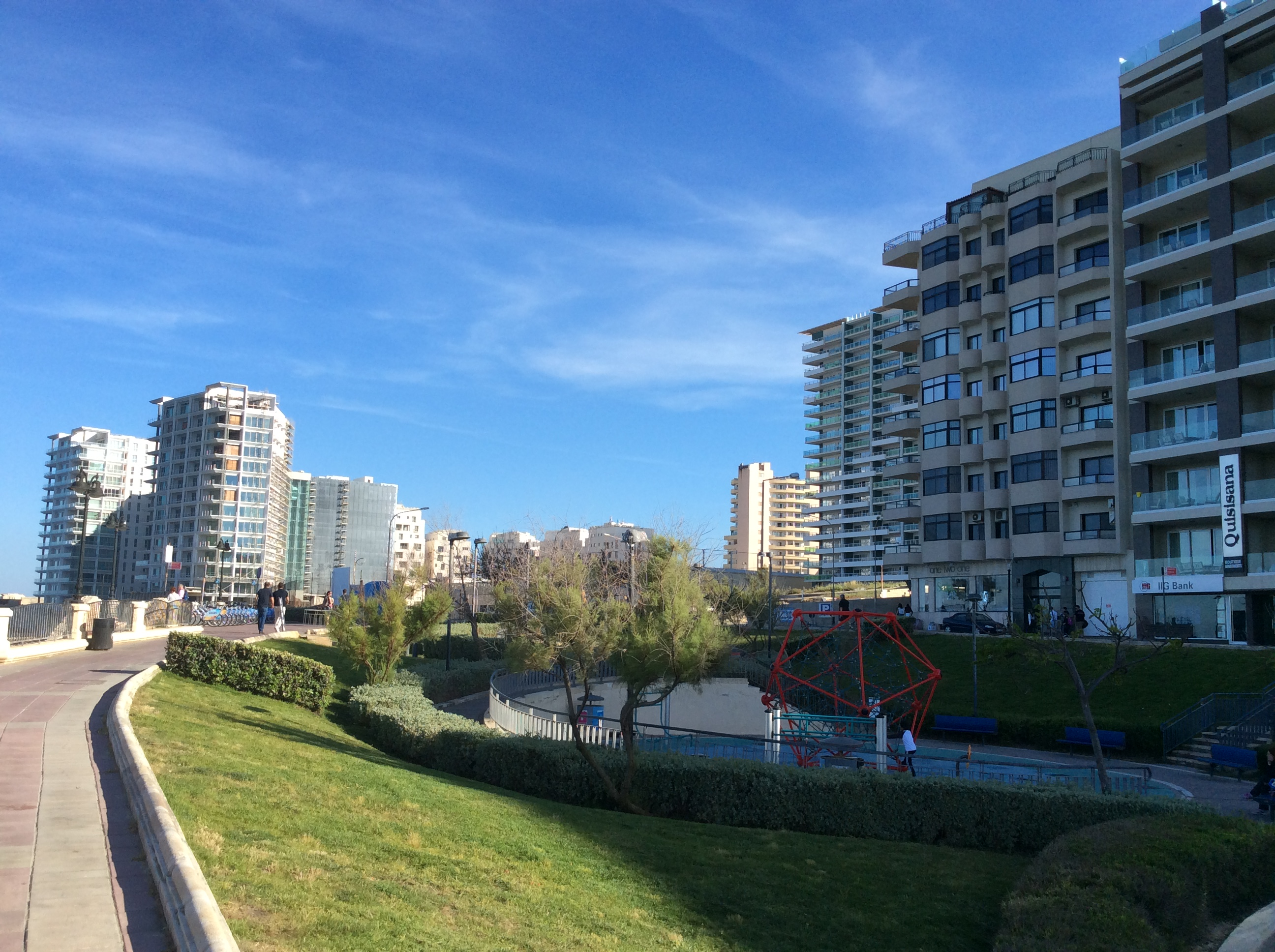
Budynki na Tigné Point

## Osoby związane z miejscowością

### Urodzeni
- Sandro Overend Rigillo OFM, duchowny katolicki, wikariusz apostolski Bengazi w Libii od 2023.

## Miasta partnerskie
- Białystok[1]
- Muret